# Jüdische Gemeinde Bad Langenbrücken
Die Jüdische Gemeinde in Bad Langenbrücken, heute ein Gemeindeteil von Bad Schönborn im Landkreis Karlsruhe in Baden-Württemberg, entstand in der zweiten Hälfte des 19. Jahrhunderts.

## Geschichte
Die jüdische Gemeinde in Bad Langenbrücken war eine Filialgemeinde der jüdischen Gemeinde Mingolsheim. In Bad Langenbrücken hatten sich seit 1864 jüdische Personen niedergelassen.
Im Ort bestanden bis nach 1933 die Badische Möbelwerke AG, Inhaber Isak und Gustav Basnitzki (Fabrik gegenüber dem Bahnhof, Wohnhaus Huttenstraße 27), die Zigarrenfabrik Falk-Streckfuß, Teilhaber Eugen und Josef Falk (Insel 1) und die Tabak- und Hopfenhandlung Theodor Isaac (Dammstraße 2/II). 

## Nationalsozialistische Verfolgung
Auf Grund der Folgen des wirtschaftlichen Boykotts und der Repressalien sind von den acht Juden in Bad Langenbrücken, die 1933 im Ort lebten, vier in die USA ausgewandert. 
Das Gedenkbuch des Bundesarchivs verzeichnet drei jüdische Bürger aus Bad Mingolsheim, die dem Völkermord des nationalsozialistischen Regimes zum Opfer fielen.

## Jüdische Einwohner in Bad Langenbrücken
| Jahr | Anzahl      |
| ---- | ----------- |
| 1864 | 1 Person    |
| 1871 | 1 Person    |
| 1891 | 16 Personen |
| 1895 | 26 Personen |
| 1900 | 24 Personen |
| 1905 | 17 Personen |
| 1925 | 11 Personen |
| 1933 | 8 Personen  |
| 1940 | 1 Person    |